# Pleitmannswang
Pleitmannswang ist ein Gemeindeteil der Gemeinde Türkenfeld im oberbayerischen Landkreis Fürstenfeldbruck.

## Geographie
Das Dorf liegt westlich von Türkenfeld an der Straße nach Kottgeisering und Grafrath.

## Geschichte
Pleitmannswang wurde erstmals 784 als „Plidmoteswanc“ urkundlich erwähnt. Wang bezeichnet eine Hangwiese. Mitte des 14. Jahrhunderts taucht in den Quellen ein sich nach dem Ort nennender Adel auf. 
Pleitmannswang wurde als Gemeindeteil der ehemals selbstständigen Gemeinde Zankenhausen zum 1. Januar 1972 in die Gemeinde Türkenfeld eingegliedert.

## Baudenkmäler
- Kapelle St. Rochus und Sebastian, erbaut im 18. Jahrhundert